# 고영근
고영근(高永根, 1853년 ~ 1923년)은 대한제국의 군인이자, 개화파 정치인이며 함경도 매광감리, 종2품 경상좌도병마절도사 등을 역임한 관료였다. 일본으로 건너가, 명성황후 암살 사건에 가담한 조선인 출신 제3대대장 직책을 지냈었던 우범선을 찾아가 암살하였다. 현재 그의 묘소는 경기도 수원시에 있다.

## 생애

### 우범선 살해
을미사변 때 훈련대 병력을 동원하여 명성황후를 시해하는 데 동참했던 당시 조선훈련대 제2대대장 우범선(禹範善)은 이후 일본에 망명하였는데, 그 후 고영근은 1898년 일본으로 건너가 우연찮게도 대한제국 조선인 망명객 출신인 윤효정과 만나 명성황후 암살 사건 관련 담화 등을 밀담하였고 결국 1903년 11월 24일 일본 히로시마현 구레에 소재했던 자신의 객저(집)로 우범선을 초대한 후 칼로 목과 턱을 찔러 우범선을 살해하였다.
그는 우범선 사살 후 바로 경찰에 자수하였다. 이 일로 일본 재판소에서 사형을 선고받았으나, 고영근은 고종의 선처 부탁으로 8년간의 복역을 마치고 1911년 출소했다.

#### 우범선 암살 사건 관련 의혹 및 논란
윤효정이 최고 단독 배후 조종한 "고영근의 우범선 암살 사건" 배경과 윤치호·민영기 등의 사건 추가 배후 관련 논란 등
지난날 그는 1899년 1월 8일에 친구인 윤치호에게 함경남도 원산부윤으로 임명되리라는 설이 돌았다. 1899년 1월 16일 오후 7시경 윤치호는 은밀히 일본인 집에 피신한 고영근의 행방을 알고 그를 찾아갔다. 윤치호를 만났던 고영근은 그에게 원산부윤직에 나갈 것이냐고 물었고, 윤치호가 대답을 주저하자 그의 아버지 윤웅렬이 법부대신으로 승진한 것은 만민공동회 덕택이며, 윤웅렬이 독립협회와 만민공동회의 해산에 가담했던 척신파 대신 민영기와의 친분관계를 지적하기도 했다. 윤치호는 고영근의 언급에 불쾌했으나 논쟁을 하면 감정싸움으로 발전할 것이라 보고 언급을 회피하고 헤어졌다. 1911년 한국으로 돌아와 고종과 명성황후가 합장된 홍릉의 능참봉이 되어 무덤을 지켰었다.
1910년 8월 경술국치 이후 관직을 사퇴하고 홍유릉을 돌보며 여생을 보냈다.

### 최후
1923년, 향년 71세를 일기로 세상을 떠났다.

## 개화 사상가
고영근은 개화 사상가로 무인이었지만 지식이 해박하여 유길준, 윤치호, 서재필 등과 함께 독립협회와 만민공동회에 참여하며 민권운동과 계몽 강연 활동에 동참하기도 했다. 윤치호의 절친한 친구의 한사람이기도 했다.

## 같이 보기
| - 임오군란 - 을미사변 - 명성황후 - 독립협회 - 만민공동회 - 장충단 - 홍계훈 - 이경직 - 우범선 | - 독립협회 - 윤치호 - 서재필 - 김옥균 - 유길준 - 이준용 - 흥선대원군 - 구연수 - 송병준 | - 박영효 - 이진호 - 이주회 - 우장춘 - 이두황 |